# Kevin McBride
Kevin Martin McBride (nascido em 10 de Maio de 1973) é um ex-boxeador profissional irlandês mais conhecido por derrotar Mike Tyson em 2005, no que seria a última luta profissional de Tyson. Como amador, McBride competiu pela Irlanda nos Jogos Olímpicos de 1992. Ele é casado com Danielle Curran. O casal tem uma filha e um filho.